# BMW Z4
BMW Z4 — двухместный легковой автомобиль спортивного типа, выпускающийся немецкой компанией BMW. Производство родстера (E85) с открытым кузовом и мягким складывающимся верхом началось в 2002 году. В 2006 году на его базе было создано купе с жёсткой нескладывающейся крышей (E86). С 2009 по 2016 год производился автомобиль (E89) следующего поколения. Он имел жёсткую складывающуюся крышу и это был первый автомобиль такого типа в истории BMW. В конце 2018 года началось производство полностью нового родстера с мягкой складывающейся крышей (G29). В продажу он поступил весной 2019 года.

## E85, E86 (2002—2008)

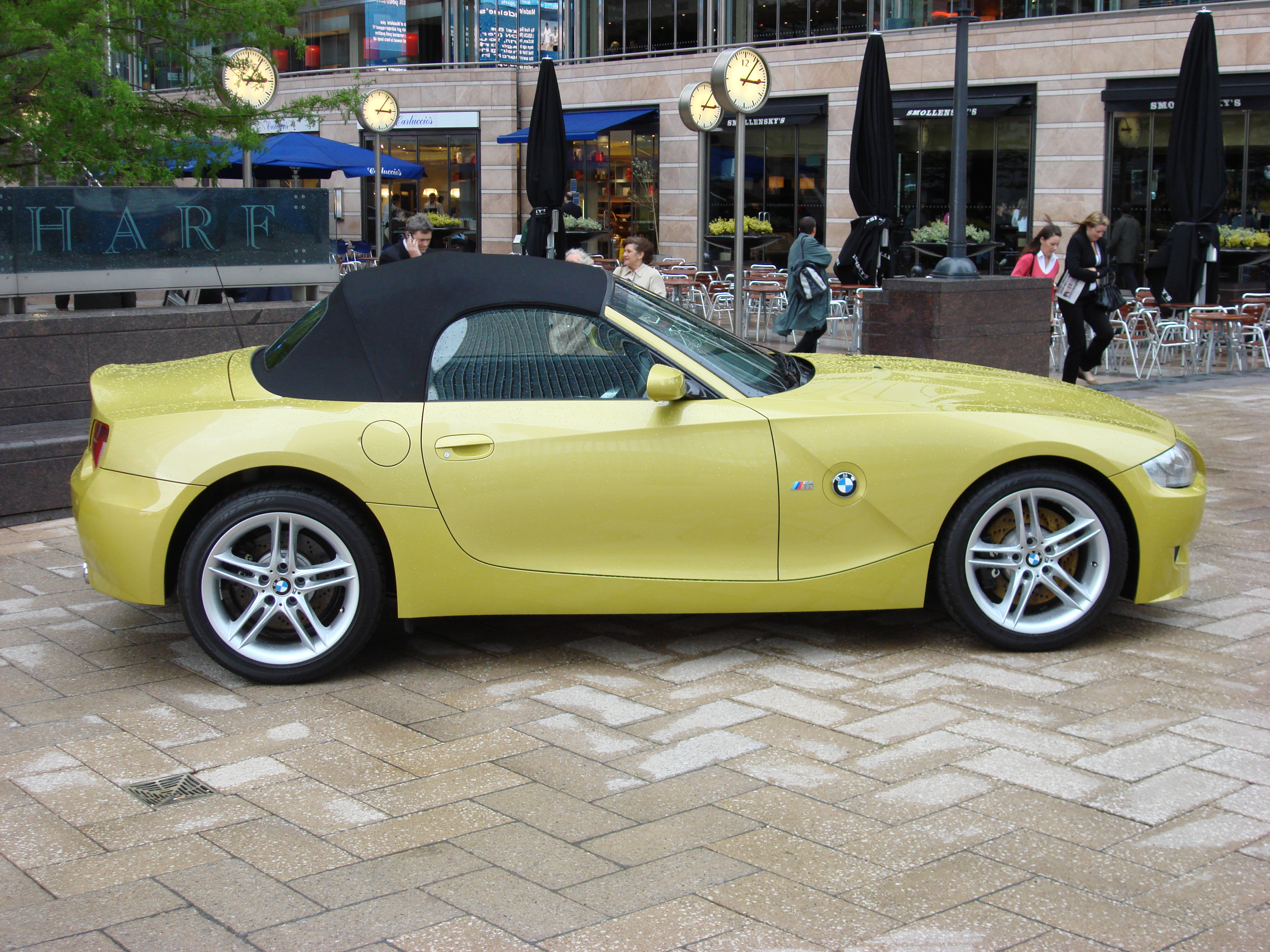
BMW Z4 Roadster с поднятым верхом

Новый родстер был впервые показан публике осенью 2002 года на Парижском автосалоне. Выпуск автомобилей начался 22 октября 2002 года на заводе BMW в небольшом американском городке Грир, расположенном на границе округов Гринвилл и Спартанберг в Южной Каролине. Внешний вид открытого двухместного родстера был разработан датчанином Андерсом Вармингом (англ. Anders Warming), стилистом калифорнийской студии BMW Designworks под руководством шеф-дизайнера фирмы Криса Бэнгла.
Мягкий верх автомобиля складывался вручную, но за доплату мог быть оснащён электрогидравлическим приводом и тогда процесс трансформации кузова становился полностью автоматическим. Заднее стекло было изготовлено не из пластика, а из специального стойкого к царапинам стекла и имело обогрев. Кузов из высокопрочной стали обладал высокой жёсткостью на кручение (14 500 Нм/град), для облегчения веса капот был сделан из алюминия. Ёмкость багажника составляла 240 л при сложенной крыше и 260 л при поднятой.
Защиту при опрокидывании обеспечивали усиленные стойки лобового стекла и дуги за спинками сидений. Автомобиль стандартно имел четыре подушки безопасности. В стандартное оснащение родстера также входили климат-контроль и аудиосистема с десятиканальным усилителем и сабвуфером. За отдельную плату автомобиль мог оснащаться сидениями с подогревом, электроприводами и памятью настроек, бортовым компьютером, сигнализацией, би-ксеноновыми фарами и противотуманными фонарями.
Поначалу предлагались только две модели с рядными шестицилиндровыми двигателями мощностью 141 кВт (192 л.с.) и 170 кВт (231 л.с.) соответственно. В октябре 2003 года появилась ещё одна модель начального уровня с двигателем мощностью 125 кВт (170 л.с.). Двигатели имели блок и головку цилиндров из алюминиевого сплава, два верхних распредвала с цепным приводом, четыре клапана с гидрокомпенсаторами на цилиндр, систему изменения фаз VANOS, управляемые электроникой систему питания и охлаждения двигателя.
Трёхлитровые автомобили оснащались механической шестиступенчатой коробкой передач, а двух- с половиной литровые — пятиступенчатой. По заказу на все модели можно было установить пятиступенчатую автоматическую трансмиссию Steptronic или шестиступенчатую секвентальную коробку передач SMG с электронным управление. С её помощью водитель мог переключать передачи очень быстро либо обычным рычагом, либо специальными «лепестками» на руле без выжима сцепления.
Автомобили имели реечное рулевое управление с электроусилителем, впервые в истории автомобилей BMW, стойки Макферсон спереди с кованными алюминиевыми рычагами и стабилизатором поперечной устойчивости и независимую пружинную многорычажную подвеску сзади. Каждое заднее колесо удерживалось двумя длинными поперечными рычагами и одним продольным С-образной формы, точка крепления которого к кузову располагалась перед задним колесом. Сзади также имелся стабилизатор поперечной устойчивости. Тормозная система стандартно оборудовалась АБС, тормозные механизмы всех колёс были дисковыми.
Устанавливаемая стандартно система стабилизации DSC контролировала движение автомобиля в критических ситуациях. А система динамического контроля тяги DTC (Dynamic Traction Control) позволяла водителю точнее управлять родстером в поворотах. На колёса размерностью 16 дюймов монтировались шины 225/50 R16. Запасного колеса не было, автомобиль оснащался системой RFC (Run-Flat Combination), позволявшей двигаться со спущенной шиной. Система включала в себя шины с усиленной боковиной, колёса с ободом специальной формы и датчики контроля давления в шинах.
Все автомобили выпускались в двух исполнениях: обычном и спортивном. В последнем варианте автомобиль был на 15 мм ниже за счёт более коротких и жёстких пружин и имел амортизаторы с иными характеристиками и отдельно включаемый спортивный режим DDC (Dynamic Driving Control). В этом режиме менялись характеристики работы электроусилителя руля, педали газа и работы автоматической коробки передач, если такая была установлена.
2006 год начался с обновления всех моделей. Немного изменилась их внешность: увеличились воздухозаборники в переднем бампере, появился другой задний бампер и фонари. Автомобили получили новую линейку двигателей, появился самый «маленький» четырёхцилиндровый мотор мощностью 150 л. с., стандартно стала устанавливаться только шестиступенчатая механическая коробка передач. По заказу на модели с 2,5 и 3-х литровыми двигателями ставилась новая шестиступенчатая автоматическая коробка передач. Система стабилизации (DSC) и антиблокировочная система тормозов (АБС) были обновлены. Появились увеличенные передние тормозные диски, новые 17-дюймовые колёса стали устанавливать стандартно.

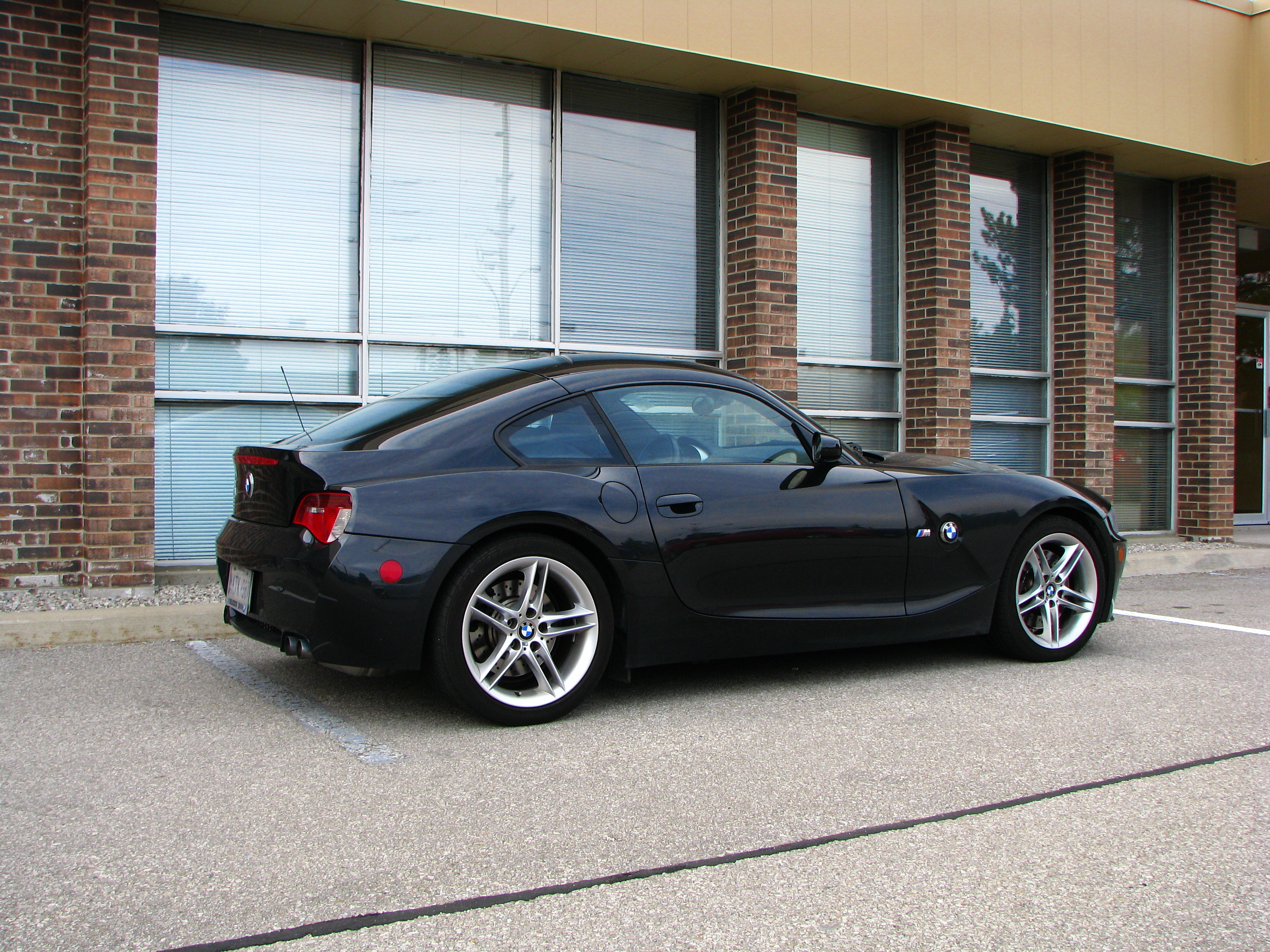
BMW Z4 M Coupe

Одновременно с обновлением была запущена в производство «заряженная» M-версия автомобиля с двигателем мощностью 252 кВт (343 л.с.). Этот двигатель в 2001 годы был признан «Двигателем года». Автомобиль Z4 M имели новый, более агрессивный передний бампер, продольные выштамповки на капоте, рулевое управление с гидроусилителем, усиленную подвеску со стабилизаторами поперечной устойчивости увеличенного диаметра, более мощные тормоза с перфорированными составными тормозными дисками и 18-дюймовые колёса.
Версия купе (E86) была поставлена на конвейер в апреле 2006 года. Внешний вид купе, который был запатентован BMW, создал мюнхенский дизайнер польского происхождения Томас Питер Сыча (Thomas Peter Sycha). Автомобиль имел закрытый кузов, две двери сбоку и одну, как у хетчбэка большую, сзади. За счёт более высокой жёсткости кузова на кручение (32 000 Нм/град) и иных настроек подвески автомобиль обладал лучшими ходовыми свойствами.
28 августа 2008 года производство всех моделей Z4 первого поколения было прекращено. Всего было выпущено 197 950 автомобилей, из них — 17 094 купе.
| Модели и комплектации | Модели и комплектации                 | Модели и комплектации | Модели и комплектации |
| --------------------- | ------------------------------------- | --------------------- | --------------------- |
| Модель                | Двигатель                             | Трансмиссия           | Годы пр-ва            |
| 2.0i                  | 4-цил. атм., 150 л.с. (N46B20)        | 6-ступ. мех.          | 2006—2008             |
| 2.2i                  | 6-цил. атм. (M54), 125 кВт (170 л.с.) | 5-ступ. мех.          | 2003—2005             |
| 2.2i                  | 6-цил. атм. (M54), 125 кВт (170 л.с.) | 6-ступ. полуавт.      | 2003—2005             |
| 2.5i                  | 6-цил. атм. (M54), 141 кВт (192 л.с.) | 5-ступ. мех.          | 2002—2005             |
| 2.5i                  | 6-цил. атм. (M54), 141 кВт (192 л.с.) | 6-ступ. полуавт.      | 2002—2005             |
| 2.5i                  | 6-цил. атм., 177 л. с. (N52B25)       | 6-ступ. мех.          | 2006—2008             |
| 2.5i                  | 6-цил. атм., 177 л. с. (N52B25)       | 6-ступ. авт.          | 2006—2008             |
| 2.5si                 | 6-цил. атм., 218 л. с. (N52B25)       | 6-ступ. мех.          | 2006—2008             |
| 2.5si                 | 6-цил. атм., 218 л. с. (N52B25)       | 6-ступ. авт.          | 2006—2008             |
| 3.0i                  | 6-цил. атм. (M54), 170 кВт (231 л.с.) | 6-ступ. мех.          | 2002—2005             |
| 3.0i                  | 6-цил. атм. (M54), 170 кВт (231 л.с.) | 6-ти ступ. полуавт.   | 2002—2005             |
| 3.0i                  | 6-цил. атм. (N52), (218 л.с.)         | 6-ти ступ. мех.       | 2006—2008             |
| 3.0i                  | 6-цил. атм. (N52), (218 л.с.)         | 6-ступ. авт.          | 2006—2008             |
| 3.0si                 | 6-цил. атм. (N52), 185 кВт (265 л.с.) | 6-ступ. мех.          | 2006—2008             |
| 3.0si                 | 6-цил. атм. (N52), 185 кВт (265 л.с.) | 6-ти ступ. авт.       | 2006—2008             |
| M                     | 6-цил. атм. (S54), 252 кВт (343 л.с.) | 6-ти ступ. мех.       | 2006—2008             |

| Euro NCAP                                  | Euro NCAP | Euro NCAP | Euro NCAP |
| ------------------------------------------ | --------- | --------- | --------- |
| Рейтинги                                   | Пассажир  |           | 31        |
| Рейтинги                                   | Ребёнок   |           | 13        |
| Протестированная модель: BMW Z4 2.5 (2004) |           |           |           |

## E89 (2009—2016)
Производство модели нового поколения (E89) стартовало в начале февраля 2009 года на заводе BMW в городе Регенсбург, Германия. Перенос производства из США был вызван необходимостью применения специального оборудования для изготовления алюминиевых деталей, широко применявшихся в новом автомобиле. Кроме того, сложная конструкция жёсткой складной крыши также требовала особых технологий. В продажу автомобиль поступил 9 мая 2009 года.
Внешний вид нового автомобиля был создан немецким дизайнером Джулианой Блази (Juliane Blasi). Основные размеры и техническая «начинка» модели остались прежними, но кузов был полностью новым и имел жёсткую, состоящую из двух алюминиевых частей складывающуюся в багажник крышу. Всего за 20 секунд, полностью автоматически, автомобиль превращался из открытого родстера в закрытое купе и обратно. Место для сложенной крыши и багажник были отделены друг от друга подвижной перегородкой. При поднятой крыше ее можно было повернуть, в результате объем багажника увеличивался со 180 до 310 литров. Большое заднее стекло с обогревом обеспечивало хорошую обзорность, все четыре боковых стекла могли опускаться по-отдельности. Жёсткость на кручение нового кузова составляла 18 000 Нм/град с поднятой крышей.

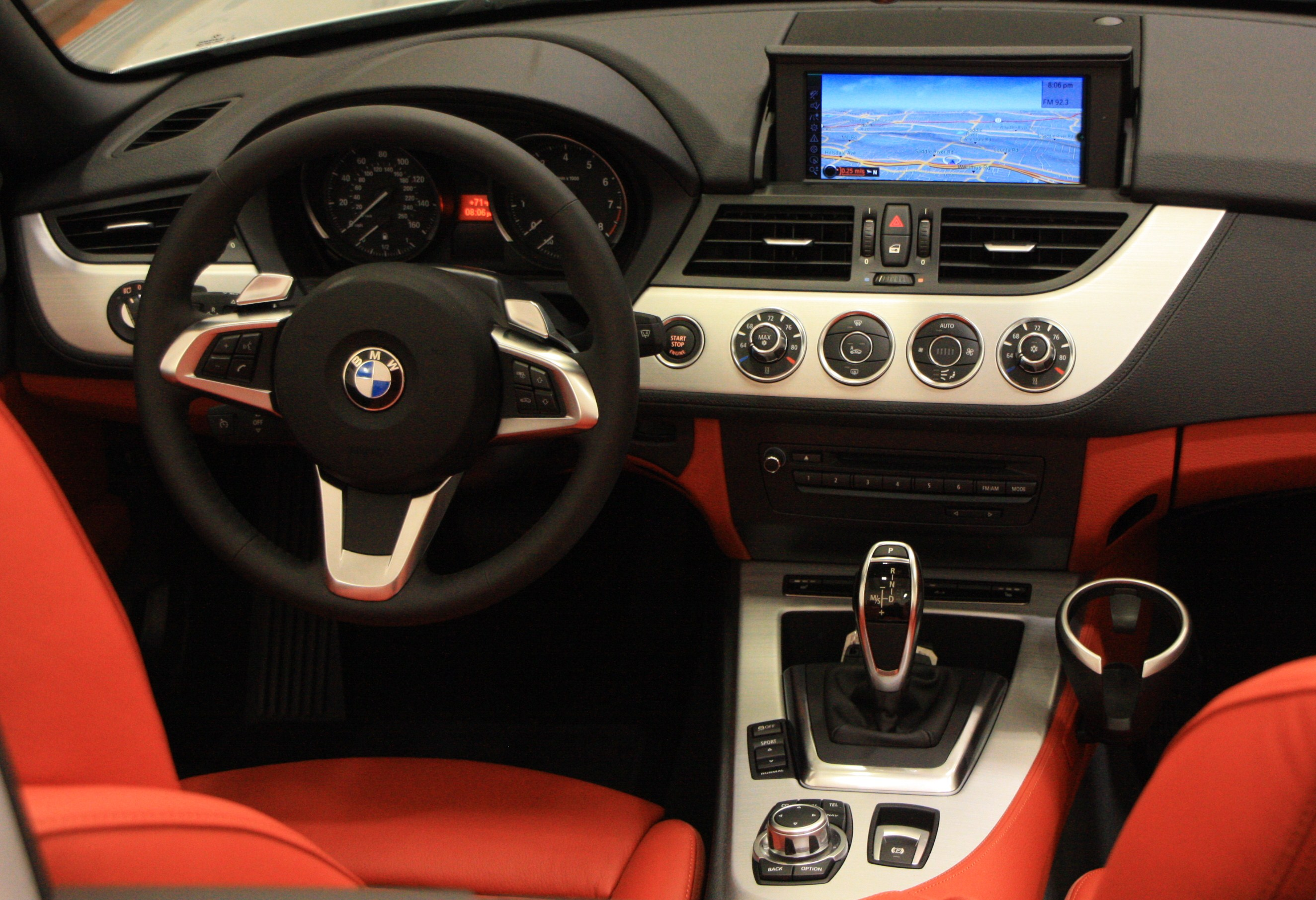
Салон BMW Z4 (E89)

Дизайн салона спроектирован немкой Надя Арнаут (Nadya Arnaout) из калифорнийской студии «Designworks USA». За счёт более высокой крыши в нём стало больше свободного пространства, спортивные сидения с электрорегулировкой и памятью настроек были обтянуты кожей, имеющей специальное покрытие отражающее солнечные лучи. Аудиосистема HiFi Professional мощностью 650 Вт имела четырнадцать динамиков, в том числе три низкочастотных под сидениями и была точно откалибрована под архитектуру салона. Имелась возможность подключения USB и Bluetooth устройств. Навигационная система с 8,8-дюймовым экраном высокого разрешения имела русский интерфейс и встроенный жёсткий диск для хранения карт и другой мультимедийной информации. Система BMW ConnectedDrive позволяла выходить в интернет, определять своё местонахождение, связываться со службой ремонта.
Первоначально в модели устанавливались исключительно шестицилиндровые двигатели. В гамме используемых двигателей, помимо атмосферных, появились тубонаддувные моторы. Они имели две турбины с промежуточным охлаждением воздуха. Каждая из турбин обслуживала половину цилиндров двигателя. В этих моторах применялась специальная высокоточная система непосредственного впрыска топлива (High Precision Injection). Пьезоэлектрическая форсунка подавала топливо под давлением 200 бар прямо на искру свечи зажигания. За счёт малого времени срабатывания, всего 0,14 миллисекунд, очень точно дозировалось количество подаваемого топлива. Всё это делало двигатели мощными, с гибкой характеристикой и малым расходом топлива. В 2011 году атмосферные шестицилиндровые двигатели были заменены на четырёхцилиндровые с турбиной Твинскролл.
Новинкой автомобилей второго поколения была преселективная роботизированная коробка передач DKG. Каждый из двух валов шестерён коробки, для чётных и для нечётных передач, имел собственное сцепление. В момент переключения передачи от двигателя отсоединялся только один из валов, что позволяло переключать передачи очень быстро, практически без разрыва потока мощности. Коробка могла работать как в автоматическом, так и в ручном режимах. В последнем случае переключения осуществлялись либо с помощью рычага между сидениями, либо с помощью подрулевых переключателей. С 2011 года в дополнении к шестиступенчатой автоматической коробке передач Steptronic на автомобили стала устанавливаться восьмиступенчатая автоматическая коробка передач.
Самым интересным нововведением в ходовой части автомобиля была устанавливаемая за доплату адаптивная М-подвеска. Датчики измеряли параметры движения автомобиля, а электроника за доли секунды регулировала жёсткость каждого амортизатора. В рамках программы экономии энергии и защиты окружающей среды, BMW EfficientDynamics, на автомобиле была установлена рекуперативная система торможения. При обычном движении автомобиля генератор был отключён от привода и не работал, но при торможении он подключался и, создавая определённый тормозной момент, вырабатывал энергию, заряжающую аккумулятор. Антиблокировочная система тормозов (ABS) и система курсовой устойчивости (DSC) обзавелись новыми дополнительными функциями:
- динамическое торможение (DBC), помогающее сократить тормозной путь при экстренном торможении;
- подготовка к экстренному торможению, когда колодки подводятся к дискам для уменьшения времени срабатывания;
- осушение мокрых тормозов за счёт небольших автоматических подтормаживаний;
- помощь при трогании на подъёме, когда тормоза отпускаются через секунду после нажатия на педаль газа;
- компенсация падения эффективности тормозов с нагревом.

Последний автомобиль покинул конвейер завода в Регенсбурге 22 августа 2016 года. После выпуска более чем 115 тысяч родстеров производство модели было прекращено.
| Модели и комплектации | Модели и комплектации                  | Модели и комплектации | Модели и комплектации |
| --------------------- | -------------------------------------- | --------------------- | --------------------- |
| Модель                | Двигатель                              | Трансмиссия           | Годы производства     |
| sDrive18i             | 4-цил. турбо (N20), 115 кВт (156 л.с.) | 6-ти ступ. мех.       | 2013—2016             |
| sDrive20i             | 4-цил. турбо (N20), 135 кВт (184 л.с.) | 6-ти ступ. мех.       | 2011—2016             |
| sDrive20i             | 4-цил. турбо (N20), 135 кВт (184 л.с.) | 8-ти ступ. авт.       | 2011—2016             |
| sDrive23i             | 6-цил. атм. (N52), 150 кВт (204 л.с.)  | 6-ти ступ. мех.       | 2009—2011             |
| sDrive23i             | 6-цил. атм. (N52), 150 кВт (204 л.с.)  | 6-ти ступ. авт.       | 2009—2011             |
| sDrive28i             | 4-цил. турбо (N20), 180 кВт (245 л.с.) | 6-ти ступ. мех.       | 2011—2016             |
| sDrive28i             | 4-цил. турбо (N20), 180 кВт (245 л.с.) | 8-ти ступ. авт.       | 2011—2016             |
| sDrive30i             | 6-цил. атм. (N52), 190 кВт (258 л.с.)  | 6-ти ступ. мех.       | 2009—2011             |
| sDrive30i             | 6-цил. атм. (N52), 190 кВт (258 л.с.)  | 6-ти ступ. авт.       | 2009—2011             |
| sDrive35i             | 6-цил. турбо (N54), 225 кВт (306 л.с.) | 6-ти ступ. мех.       | 2009—2016             |
| sDrive35i             | 6-цил. турбо (N54), 225 кВт (306 л.с.) | 7-ти ступ. роб.       | 2009—2016             |
| sDrive35is            | 6-цил. турбо (N54), 250 кВт (340 л.с.) | 7-ти ступ. роб.       | 2011—2016             |

| Euro NCAP                                              | Euro NCAP | Euro NCAP | Euro NCAP             |
| ------------------------------------------------------ | --------- | --------- | --------------------- |
| · общий рейтинг                                        |           |           |                       |
| 69%                                                    | 61%       | 91%       | 46%                   |
| взрослый пассажир                                      | ребёнок   | пешеход   | активная безопасность |
| Протестированная модель: BMW Z4 sDrive 18i, LHD (2015) |           |           |                       |

### Z4 GT3

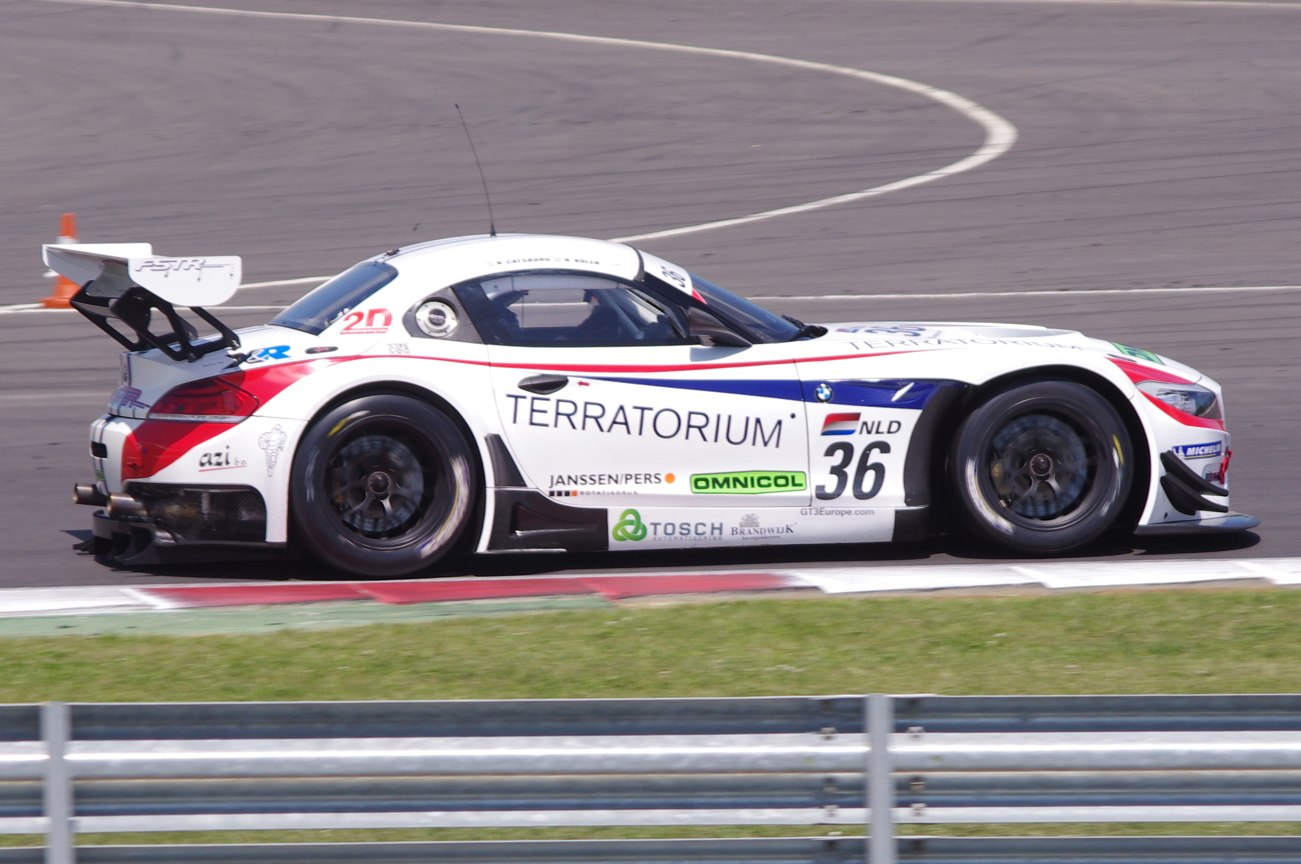
BMW Z4 GT3

Гоночная модель — Z4 GT3 с растянутой колёсной базой и смещённым назад салоном, более длинным капотом и широкими арками колёс была представлена в марте 2010 года. Автомобиль оснащался V-образным восьмицилиндровым двигателем, объединённым с шестиступенчатой секвентальной коробкой передач. На стальной каркас кузова навешивались пластмассовые крылья, капот, крыша и множество других деталей, которые обеспечивали автомобилю тонко настроенные аэродинамические характеристики.
Первая победа пришла к Z4 GT3 в гонке на выносливость 24 часа Дубая в январе 2011 года. В 2015 году модель была заменена своим преемником автомобилем BMW M6 GT3.

## G29 (2018—)
Автомобиль был официально представлен в октябре 2018 года на Парижском автосалоне, его производство начнётся в ноябре, а мировой старт продаж ожидается в марте 2019 года. Новый Z4 (G29) создан на единой платформе с дебютирующей чуть позже моделью Toyota Supra, оба автомобиля будут собираться на заводе компании Magna Steyr в городе Грац в Австрии.
Новая модель стала больше по габаритам, но её колёсная база немного сократилась. Четкие и точные линии силуэта являются определяющими чертами внешнего вида автомобиля. Как с поднятой, так и с опущенной крышей родстер выглядит спортивно и стремительно. Электропривод складывает и раскладывает крышу за десять секунд и работает при движении автомобиля на скорости до 50 км/ч.

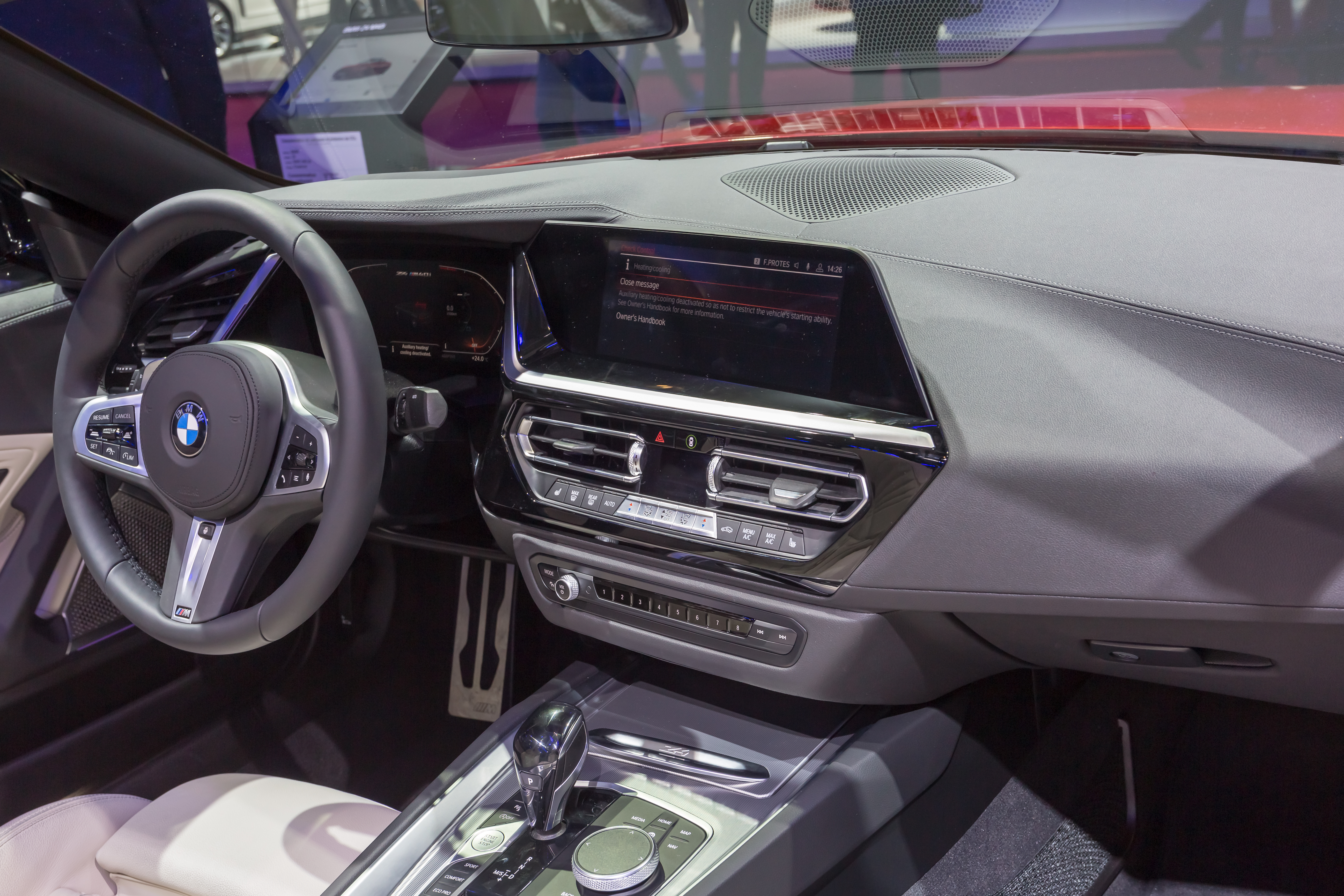
Салон BMW Z4 (G29)

Внутри, центральная консоль развернута в сторону водителя, а четко структурированные элементы управления позволяют полностью сконцентрироваться на вождении. В качестве опции доступна новейшая информационная система BMW, которая позволяет отображать на приборной панели и центральном дисплее необходимые данные в удобном виде с возможностью настройки под индивидуальные предпочтения. Водитель и пассажир оккупируют обитые кожей спортивные сиденья с электрорегулировками, опционно доступен специальный защитный экран, снижающий завихрения ветра в салоне. Объем багажника возрос более чем на половину по сравнению с предыдущей моделью и составляет 270 литров, независимо от того, поднята или опущена крыша.
Широкий набор систем помощи водителю повышают комфорт и безопасность вождения. Так система предупреждения о наезде с функцией автоторможения и система предупреждения об опасности при перестроении имеются уже в базовой комплектации. Список дополнительных опций включает активный круиз-контроль, систему предупреждения о наезде сзади, активную защиту от боковых ударов, систему предупреждения о превышении скорости и запрете обгонов. Кроме того, можно заказать проектор, выводящий основные данные о движении автомобиля прямо на ветровое стекло.
Камера заднего вида и датчики контроля дистанции являются частью активной системы помощи при парковке, которая может контролировать разгон, торможение, выбор правильной передачи. Система, также позволяет автомобилю автоматически двигаться назад, повторяя пройденный путь длиной до 50 метров.
Автомобиль оснащается тремя бензиновыми двигателями с турбонаддувом. Два четырёхцилиндровых двухлитровых двигателя разной степени форсировки развивают 145 кВт (197 л.с.) и 190 кВт (258 л.с.). Родстер в спортивной M-версии имеет рядный шестицилиндровый двигатель мощностью 250 кВт (340 л.с.). Все двигатели агрегатируются с фирменной восьмиступенчатой автоматической трансмиссией Steptronic последнего поколения.
Передняя подвеска с качающейся стойкой и двумя шарнирами с каждой стороны и задняя независимая с пятью рычагами обеспечивают спортивному автомобилю наилучший баланс между управляемостью и комфортом. Использование очень жёстких подрамников спереди и сзади, алюминиевых рычагов и совмещённых со ступицами подшипников, также способствует получению отличных ездовых качеств нового родстера. Рулевое управление с изменяемым передаточным отношением и переменной степенью усиления обеспечивает стабильность управления на прямой, чёткую обратную связь в поворотах и малые усилия при маневрировании на небольшой скорости. Тормозная система автомобиля оснащена всеми необходимыми электронными системами управления, включая антиблокировочную систему, систему стабилизации и противобуксовочную систему.
Адаптивная M-подвеска, тормоза и дифференциал с электронной блокировкой входящие в стандартную комплектацию спортивной версии и выводят управляемость родстера на еще более высокий уровень. Реакцию автомобиля на дорожные условия можно настроить, выбрав один из трёх режимов: COMFORT, SPORT и SPORT +.
Модель начального уровня в стандартном исполнении комплектуется 17-дюймовыми колёсами, а в более дорогих вариантах 18-дюймовыми. Опционно доступны 19-дюймовые колёса. На всех моделях спереди и сзади применяются разные шины.
| Модели и комплектации | Модели и комплектации                  | Модели и комплектации | Модели и комплектации |
| --------------------- | -------------------------------------- | --------------------- | --------------------- |
| Модель                | Двигатель                              | Трансмиссия           | Годы пр-ва            |
| sDrive20i             | 4-цил. турбо (B48), 145 кВт (197 л.с.) | 8-ти ступ. авт.       | 2018—                 |
| sDrive30i             | 4-цил. турбо (B48), 190 кВт (258 л.с.) | 8-ти ступ. авт.       | 2018—                 |
| M40i                  | 6-цил. турбо (B58), 250 кВт (340 л.с.) | 8-ти ступ. авт.       | 2018—                 |

## Производство и продажи
Автомобиль получился удачным и хорошо продавался, уже 8 ноября 2004 года был выпущен 100-тысячный автомобиль.
6 декабря 2010 года был выпущен 50-тысячный автомобиль второго поколения (E89). Это была малиновая модель sDrive 23i отправленная в Китай. Всего же около четверти выпускаемых автомобилей продавалось в Германии, 16% экспортировалось в США, по 11% в Англию и Китай.
| Продажи | Продажи              | Продажи | Продажи  | Продажи  |
| Год     | Всего                | В США   | В Европе | В России |
| ------- | -------------------- | ------- | -------- | -------- |
| 2002    | 3800                 |         |          | -        |
| 2003    | 47 049               |         |          | 73       |
| 2004    | 38 483               |         | 18 401   | 64       |
| 2005    | 28 808               |         | 14 121   | 54       |
| 2006    | 30 981               | 12 285  | 15 907   | 74       |
| 2007    | 28 383 (20 022+8361) | 10 097  | 15 365   | 143      |
| 2008    | 18 006 (13 971+4035) | 5879    | 6132     | 113      |
| 2009    | 22 761               | 3523    | 13 552   | 143      |
| 2010    | 24 575               | 3804    | 13 198   | 115      |
| 2011    | 18 809               | 3479    | 9490     | 68       |
| 2012    | 15 249               | 2751    | 7568     | 73       |
| 2013    | 12 866               | 2480    | 6023     | 67       |
| 2014    | 10 802               | 2151    | 5369     | 44       |
| 2015    | 7950                 | 1829    | 4097     | 21       |
| 2016    | 5432                 | 1187    | 2999     | 10       |
| 2017    | 1416                 | 502     | 243      | 1        |
| 2018    | -                    | 4       | 162      | -        |

## Комментарии
1. 1 2 3  Вес пустого автомобиля без водителя.
2. ↑  Источники информации те же, что и в этой статье.

### Документы BMW
1. Ein Jahr Roadster-FREUDE aus Regensburg (нем.). — BMW. Werk Regensburg. Presse- und Öffentlichkeitsarbeit, 2010. Архивировано 5 марта 2016 года.
2. BMW Werk Regensburg feiert 50.000sten BMW Z4 (нем.). — BMW. Werk Regensburg. Presse- und Öffentlichkeitsarbeit, 2010. Архивировано 5 марта 2016 года.

### Годовые отчёты
1. Annual Report 2002. Applying strengths. Pursuing a distinctive course (англ.). — Munich: Bayerische Motoren Werke, 2003. — P. 205. Архивировано 22 января 2019 года.
2. Annual Report 2003. Developing power (англ.). — Munich: Bayerische Motoren Werke, 2004. — P. 206. Архивировано 21 января 2019 года.
3. Geschäftsbericht 2004 (нем.). — München: Bayerische Motoren Werke, 2005. — März. — P. 200. Архивировано 11 марта 2016 года.
4. Annual Report 2005 (англ.). — Munich: Bayerische Motoren Werke, 2006. — March. — P. 205. Архивировано 24 января 2019 года.
5. Annual Report 2006 (англ.). — Munich: Bayerische Motoren Werke, 2007. — March. — P. 197. Архивировано 3 июля 2017 года.
6. Annual Report 2007 (англ.). — Munich: Bayerische Motoren Werke, 2008. — March. — P. 247. Архивировано 3 июля 2017 года.
7. Annual Report 2008 (англ.). — Munich: Bayerische Motoren Werke, 2009. — March. — P. 249. Архивировано 20 января 2019 года.
8. Annual Report 2009 (англ.). — Munich: Bayerische Motoren Werke, 2010. — February. — P. 249. Архивировано 20 января 2019 года.
9. Annual Report 2010 (англ.). — Munich: Bayerische Motoren Werke, 2011. — March. — P. 282. Архивировано 20 января 2019 года.
10. Annual Report 2011 (англ.). — Munich: Bayerische Motoren Werke, 2012. — P. 282. Архивировано 24 января 2019 года.
11. Annual Report 2012 (англ.). — Munich: Bayerische Motoren Werke, 2013. — P. 284. Архивировано 24 января 2019 года.
12. Annual Report 2013 (англ.). — Munich: Bayerische Motoren Werke, 2014. — P. 207. Архивировано 25 января 2019 года.
13. Annual Report 2014 (англ.). — Munich: Bayerische Motoren Werke, 2015. — P. 212. Архивировано 26 января 2019 года.
14. Annual Report 2015 (англ.). — Munich: Bayerische Motoren Werke, 2016. — P. 210. Архивировано 6 сентября 2018 года.
15. Annual Report 2016. A New Era Begins (англ.). — Munich: Bayerische Motoren Werke, 2017. — P. 236. Архивировано 28 января 2019 года.
16. We Are Shaping the Mobility of the Future. Annual Report 2017 (англ.). — Munich: Bayerische Motoren Werke, 2018. — P. 258. Архивировано 2 февраля 2019 года.
17. Annual Report 2018. # Milestones in Future Mobility (англ.). — Munich: Bayerische Motoren Werke, 2019. — P. 260. Архивировано 21 марта 2019 года.

### Продажи
1. BMW (Rover) Sales & Production Databook (англ.). — Automotive Intelligence. — P. 18. Архивировано 26 сентября 2018 года.
2. Sales BMW of North America, LLC, January through December 2007 (англ.). — BMW Group. — P. 1. Архивировано 23 января 2019 года.
3. Sales BMW of North America, LLC, December 2009 (англ.). — BMW Group. — P. 1. Архивировано 23 января 2019 года.
4. Sales BMW of North America, LLC, December 2010 (англ.). — BMW Group. — P. 1. Архивировано 23 января 2019 года.
5. Sales BMW of North America, LLC, December 2011 (англ.). — BMW Group. — P. 1. Архивировано 23 января 2019 года.
6. Vehicle Sales BMW of North America, LLC, December 2012 (англ.). — BMW Group, 2012. — P. 1. Архивировано 30 октября 2018 года.
7. Vehicle Sales BMW of North America, LLC, December 2013 (англ.). — BMW Group, 2013. — P. 1. Архивировано 30 октября 2018 года.
8. Vehicle Sales BMW of North America, LLC, December 2014 (англ.). — BMW Group, 2014. — P. 1. Архивировано 30 октября 2018 года.
9. Vehicle Sales BMW of North America, LLC, December 2015 (англ.). — BMW Group, 2015. — P. 1. Архивировано 30 октября 2018 года.
10. Vehicle Sales BMW of North America, LLC, December 2016 (англ.). — BMW Group, 2016. — P. 1. Архивировано 30 октября 2018 года.
11. Vehicle Sales BMW of North America, LLC, December 2017 (англ.). — BMW Group, 2017. — P. 1. Архивировано 30 октября 2018 года.
12. Vehicle Sales BMW of North America, LLC, Dec. 2018 (англ.). — BMW Group. — P. 1. Архивировано 23 января 2019 года.

### Информация для прессы
1. Новый BMW Z4. — BMW Group Russia, 2002. — Октябрь. — С. 37. Архивировано 30 октября 2018 года.
2. BMW Z4 ROADSTER: NOT JUST A SUCCESSOR TO THE Z3, BUT A WHOLE NEW CLASS OF SPORTS CAR (англ.). — BMW GROUP IN AMERICA, 2002. — 1 October. — P. 26. Архивировано 2 ноября 2018 года.
3. The new BMW Z4 2.2i (англ.). — BMW Great Britain Corporate Communications, 2003. — November. — P. 12. Архивировано 30 октября 2018 года.
4. The new BMW Z4 Roadster and Z4 M Roadster (англ.). — BMW UK, 2006. — March. — P. 18. Архивировано 23 февраля 2019 года.
5. Купе BMW Z4. — BMW Presse Information, 2006. — Январь. — С. 25. Архивировано 2 ноября 2018 года.
6. Купе BMW Z4 M. — BMW Presse Information, 2006. — Январь. — С. 33. Архивировано 30 октября 2018 года.
7. Новый BMW Z4. — BMW Group Russia Corporate Communications, 2008. — 16 декабря. — С. 57. Архивировано 18 октября 2018 года.

### Технические характеристики
1. Technical Specifications (англ.). — BMW UK, 2005. — May. — P. 2. Архивировано 23 февраля 2019 года.
2. Specifications BMW Z4. Z4 sDrive23i, Z4 sDrive30i, Z4 sDrive35i (англ.). — BMW Media Information, 2009. — August. — P. 2. Архивировано 24 октября 2018 года.
3. Specifications BMW Z4. Z4 sDrive35i, Z4 sDrive35is (англ.). — BMW Media Information, 2011. — August. — P. 2. Архивировано 24 октября 2018 года.
4. Specifications BMW Z4. Z4 sDrive20i, Z4 sDrive28i (англ.). — BMW Media Information, 2011. — August. — P. 2. Архивировано 24 октября 2018 года.
5. Specifications BMW Z4. Z4 sDrive18i (англ.). — BMW Media Information, 2013. — March. — P. 2. Архивировано 24 октября 2018 года.
6. Technische Daten. Der neue BMW Z4. (нем.). — BMW Medieninformation, 2018. — September. — P. 10. Архивировано 11 октября 2018 года.

### Брошюры
1. The New BMW Z4 Roadster (англ.). — Munich Germany: BMW AG, 2003. — P. 28. Архивировано 2 ноября 2018 года.

### Статьи
1. Игорь Владимирский. Вновь шикуем // Авторевю : газета. — 2012. — № 3 (489). — С. 16—21.
2. Игорь Владимирский. Вслед за нефтью // Авторевю : газета. — 2016. — № 3 (581). — С. 4—8.
3. Игорь Владимирский. Тринадцатые // Авторевю : газета. — 2017. — № 3 (604). — С. 2—6.
4. Игорь Владимирский. Поправка // Авторевю : газета. — 2018. — № 3 (627). — С. 6—9.

### Книги
1. James Taylor BMW Z3 and Z4: The Complete Story в «Книгах Google»
2. Tony Lewin The Complete Book of BMW: Every Model Since 1950 в «Книгах Google»
3. Льюин, Тони. Полная книга BMW. Все модели с 1950 года = The complete book of BMW. Every model since 1950 / пер. с англ. К. Ткаченко. — Москва: ФАИР, 2008. — 384 с. — ISBN 978-5-8183-1358-0.